# 黃竹坑道

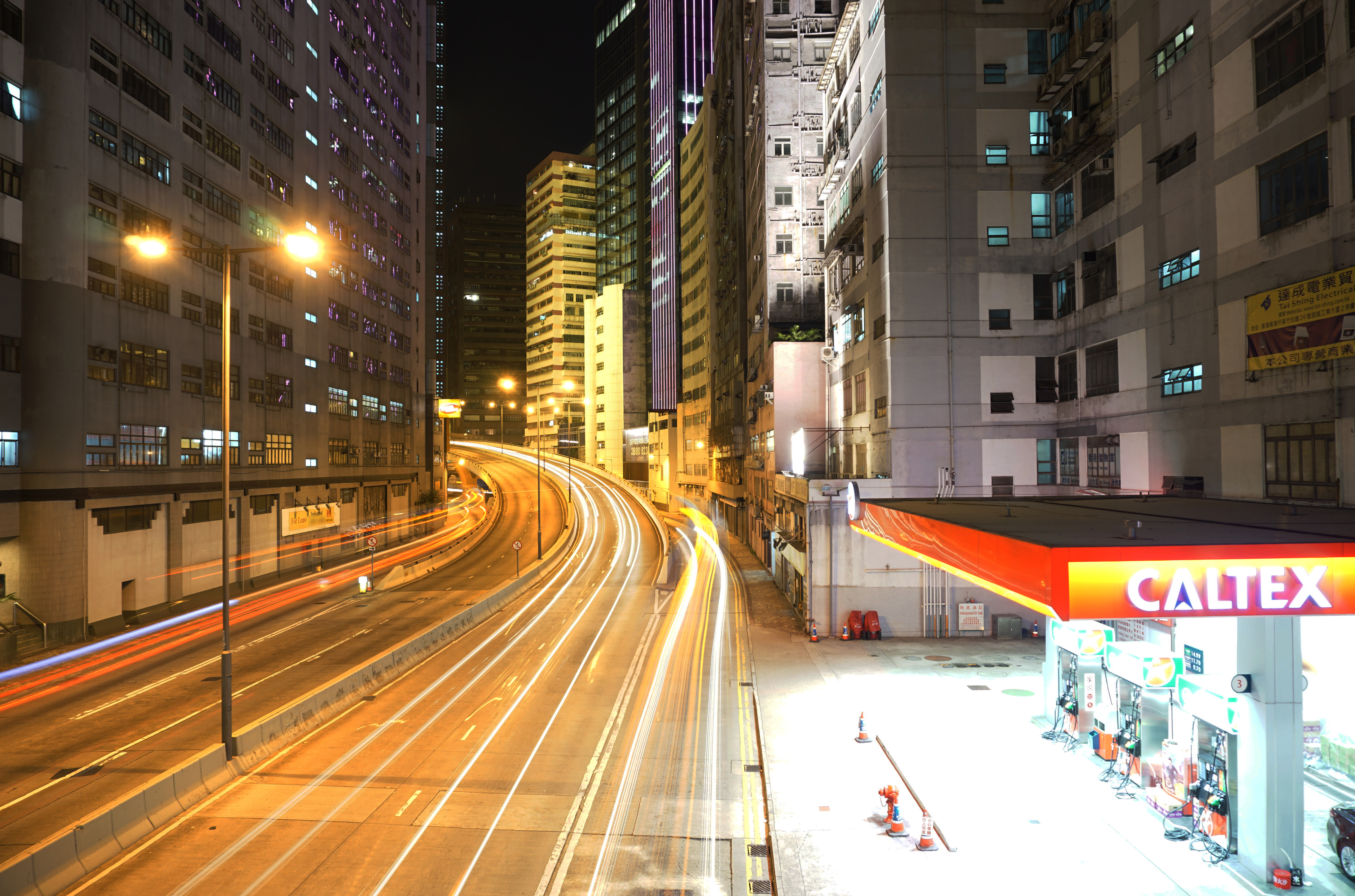
黃竹坑道行車天橋西端

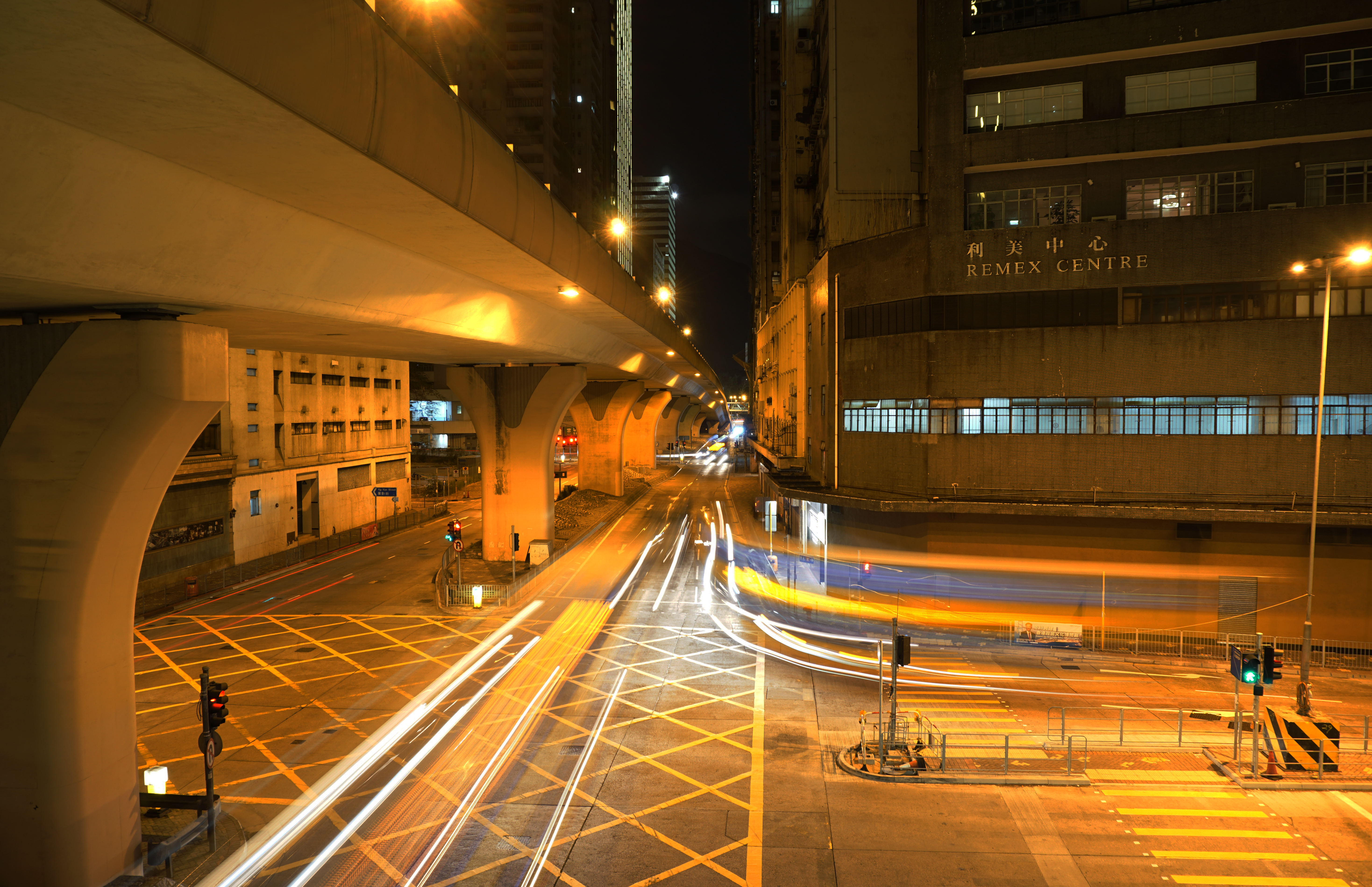
黃竹坑道近南朗山道

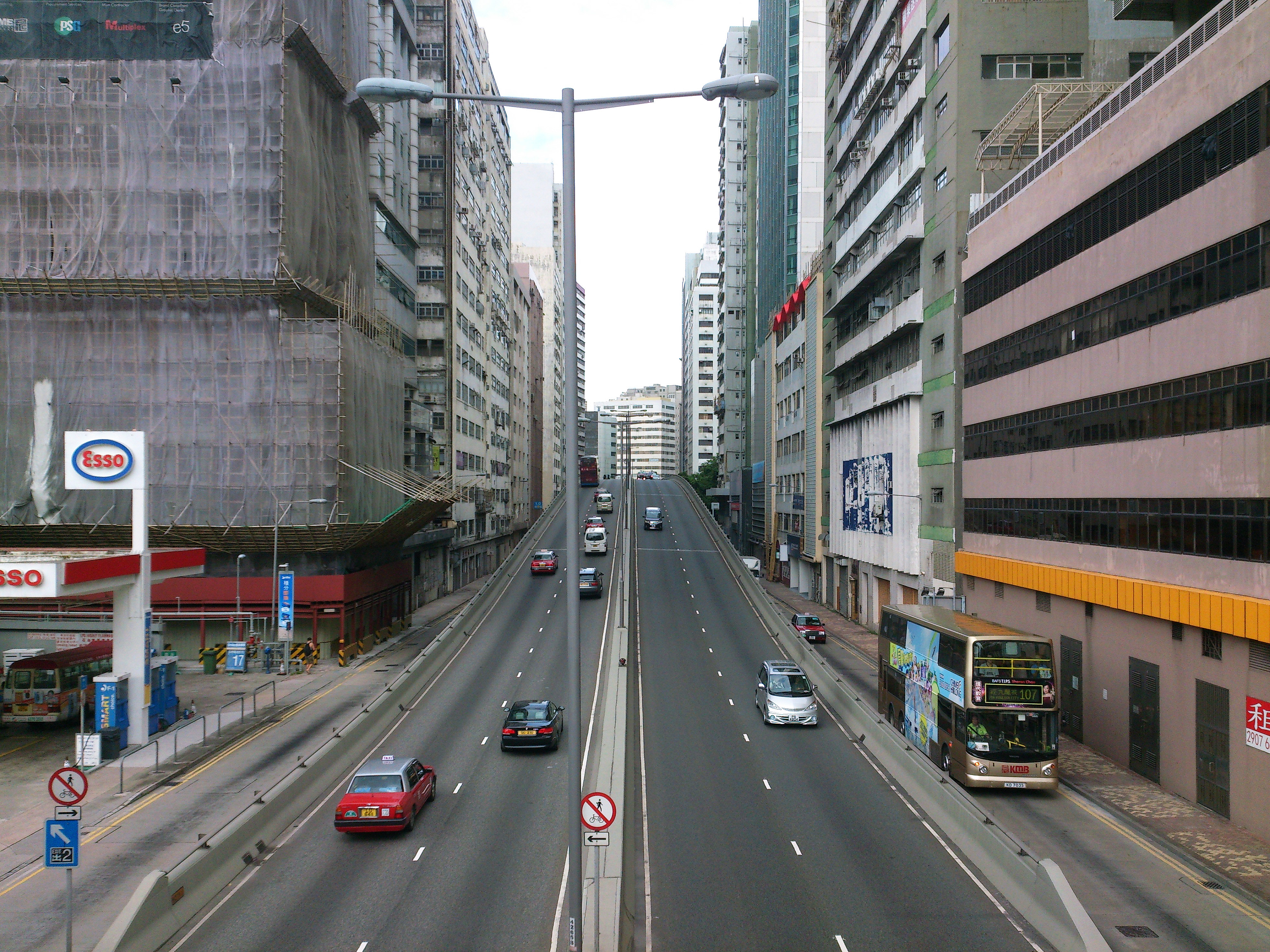
黃竹坑道行車天橋東端

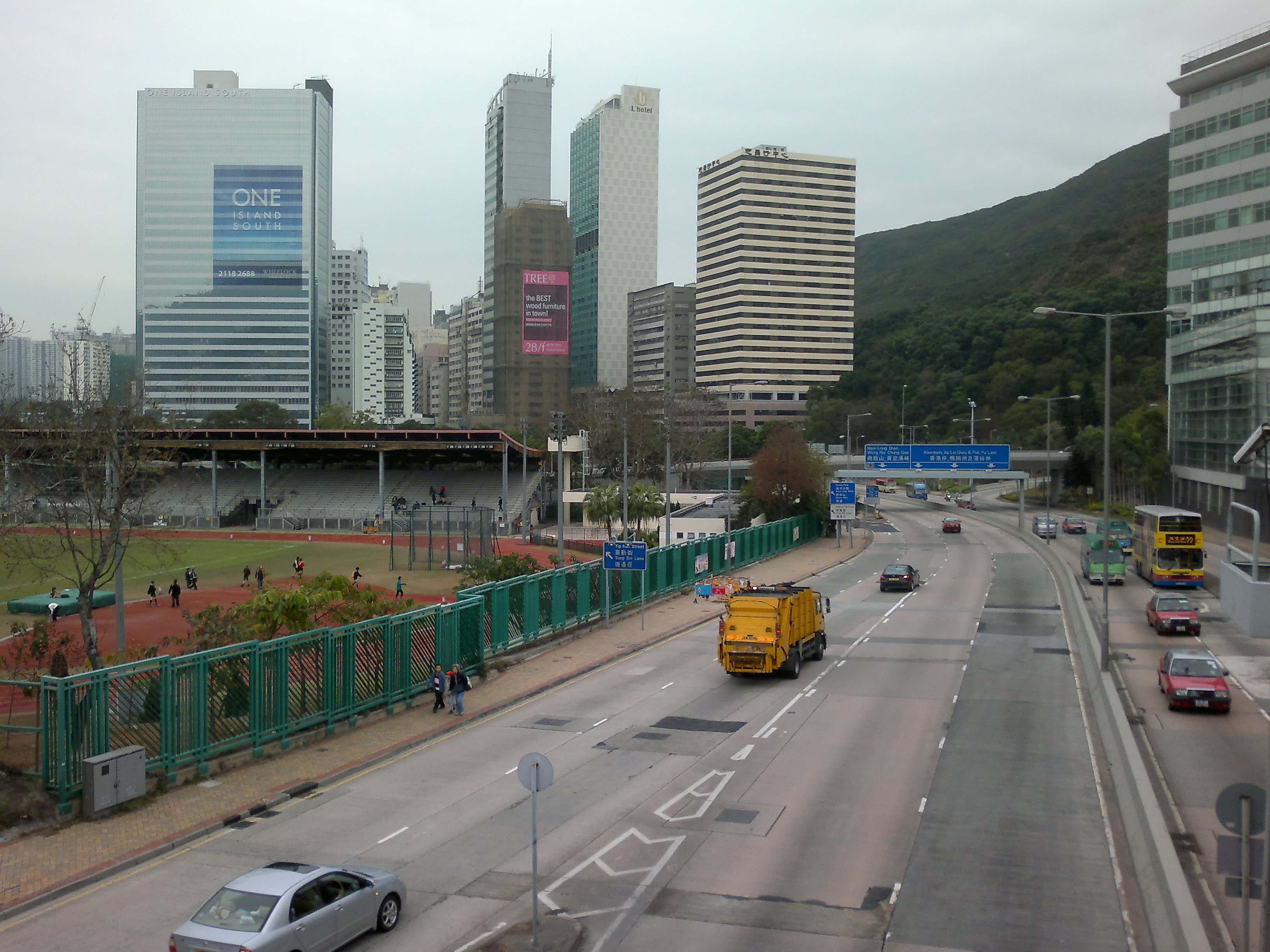
黃竹坑道近香港仔運動場

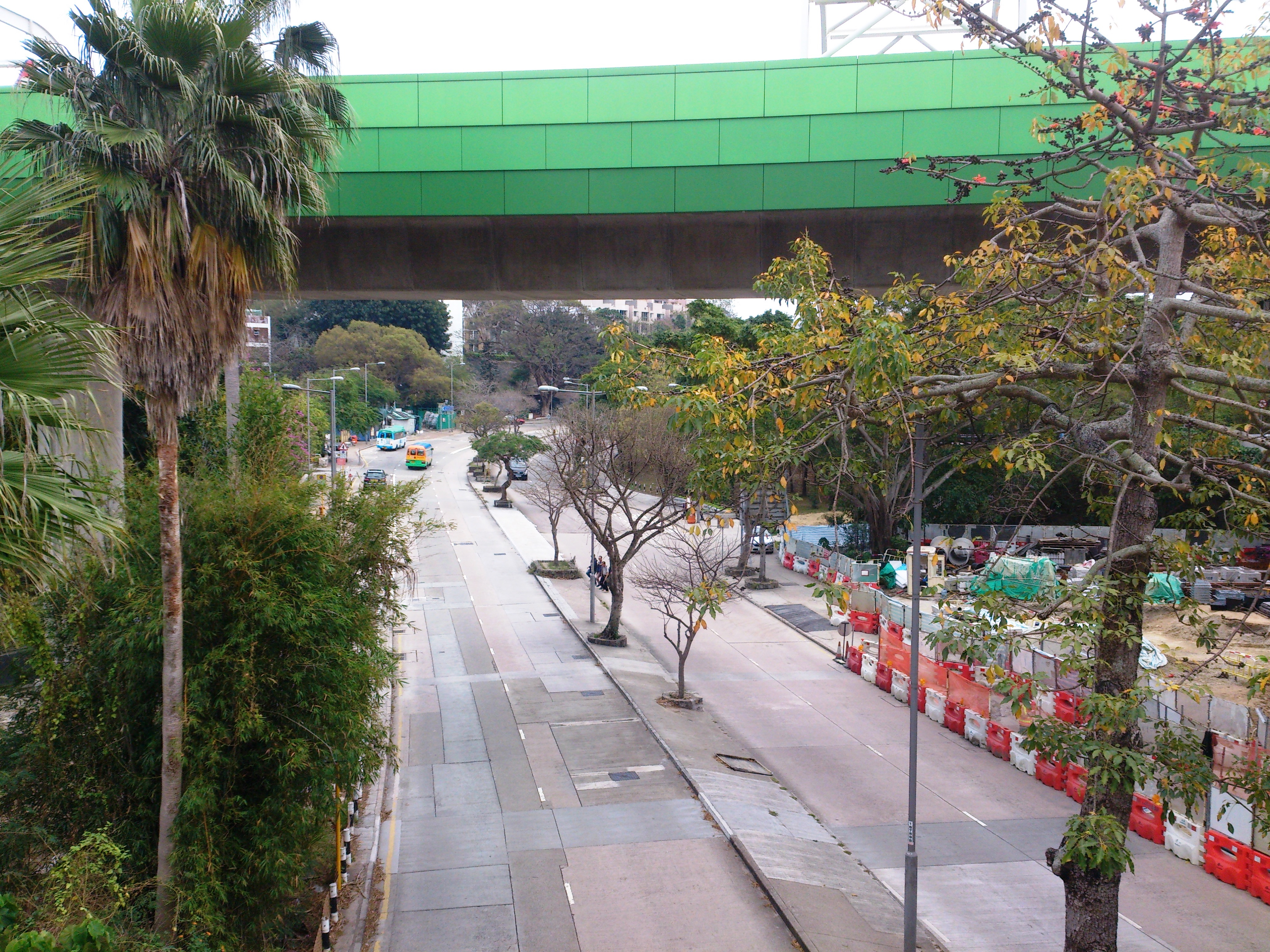
黃竹坑道近海洋公園站

黃竹坑道（英語：Wong Chuk Hang Road）是一條位於香港島南區黃竹坑的主要幹道，大部份路段為香港1號幹線的一部份。幹線部份西接香港仔海旁道，東接香港仔隧道收費廣場及南風道的交匯處，為三線雙程分隔道路。至於交匯處以東，黃竹坑道在壽山村道交界接駁香島道前往淺水灣及赤柱區。
黃竹坑道設有一條跨過南朗山道交界的行車天橋，稱為黃竹坑道天橋。天橋全長550米，雙程雙線分隔行車，耗資3億580萬港元興建，1998年10月動工，2001年12月通車。

## 歷史
黃竹坑道歷史上屬於群帶路的其中一段，早於香港開埠前便已存在。1848年香港政府根據群帶路的基礎，修建連接香港仔至赤柱的道路，黃竹坑道即為道路的其中之一部份，屬於舊香島道的一部份。
1964年8月初，黃竹坑道進行擴闊工程。1966年10月，黃竹坑道近舊香港仔警署一段進行重建。
1973年南風道通車後，香港仔一帶的車輛可經黃竹坑道、南風道及黃泥涌峽道來住港島其他地區，成為繼薄扶林道後香港仔一帶第二條往港島其他地區的通道。隨著1950年代至70年代黃竹坑發展成工業區、鴨脷洲大橋來回方向天橋分別在1980年和1994年建設完成以及香港仔隧道在1982年落成通車，黃竹坑道更見繁忙。直至2001年黃竹坑道天橋落成通車，讓車輛行經天橋而毋須途經地面的交通燈位，全線繁忙程度才略為舒緩。天橋早期只有東行有巴士行駛，2018年開始西行亦有巴士行駛。

## 事件

### 2010年地底淡水管爆裂
2010年2月8日早上9時許，黃竹坑道一條地底淡水管突然爆裂，大量食水夾雜泥沙湧出，香港仔隧道來回線一度全線封閉，交通大擠塞，車龍長達2公里，水管經搶修後路面下午重開。由於該段水管使用只有16年，水管爆裂原因有待水務署進一步調查。
爆裂的是一條直徑60公分的鋼喉水管，在1994年鋪設，主要將淡水由銅鑼灣掃桿埔送往黃竹坑配水庫，全長600米，由於並非食水管，故未有住戶受影響。現場為黃竹坑道向香港仔隧道方向的休憩公園，公園內一截地底水管爆裂，大量淡水湧出，將依山坡而建的梯級沖毀，大量黃泥水流入黃竹坑道。
由於該段路面為低窪點，瞬間已水深1米，路面頓成澤國，來往香港仔隧道的車輛未能駛過，紛紛停下。警員到場封路，通知水務署派員前來關水掣及進行清理。受事件影響，區內交通嚴重擠塞，駛往香港仔隧道行車線大排長龍，超過20條巴士線及10條小巴線改道。經水務署職員搶修，在下午4時暫時重開慢線。

### 2023年地底食水管爆裂
2023年8月7日清晨5時許，黃竹坑道東行水管爆裂，期間有大量黃泥水湧出和路面被破壞。事件導致黃竹坑路東行往香港仔隧道方向全線封閉，香港仔隧道開往市區的巴士及小巴均須改道薄扶林道離開香港仔，造成區內交通癱瘓，大批居民需要搭船到鴨脷洲轉乘港鐵。
同日下午4時，慢線重開；隨後中線及快線重開。

### 黑色暴雨
2023年9月7日晚上11時05分，全港地區嚴重水浸。

## 沿路著名地點
- 香港仔工業學校（黃竹坑道1號）
- 香港仔警署（黃竹坑道4號）
- South Island Place（黃竹坑道8號）
- 環匯廣場（黃竹坑道21號）
- 如心南灣海景酒店（黃竹坑道55號）
- 奧華酒店‧南岸（Ovolo Hotels，黃竹坑道64號）
- 香港醫學專科學院（黃竹坑道99號）
- 香港仔運動場、黃竹坑遊樂場（黃竹坑道108號）
- 港島南岸住宅The Southside大型商場(南朗山道2號)
- 葛量洪醫院（黃竹坑道125號）
- 黃竹坑體育館（黃竹坑道168號[8]）
- 香港海洋公園（黃竹坑道180號）
- 香港鄉村俱樂部（黃竹坑道188號）

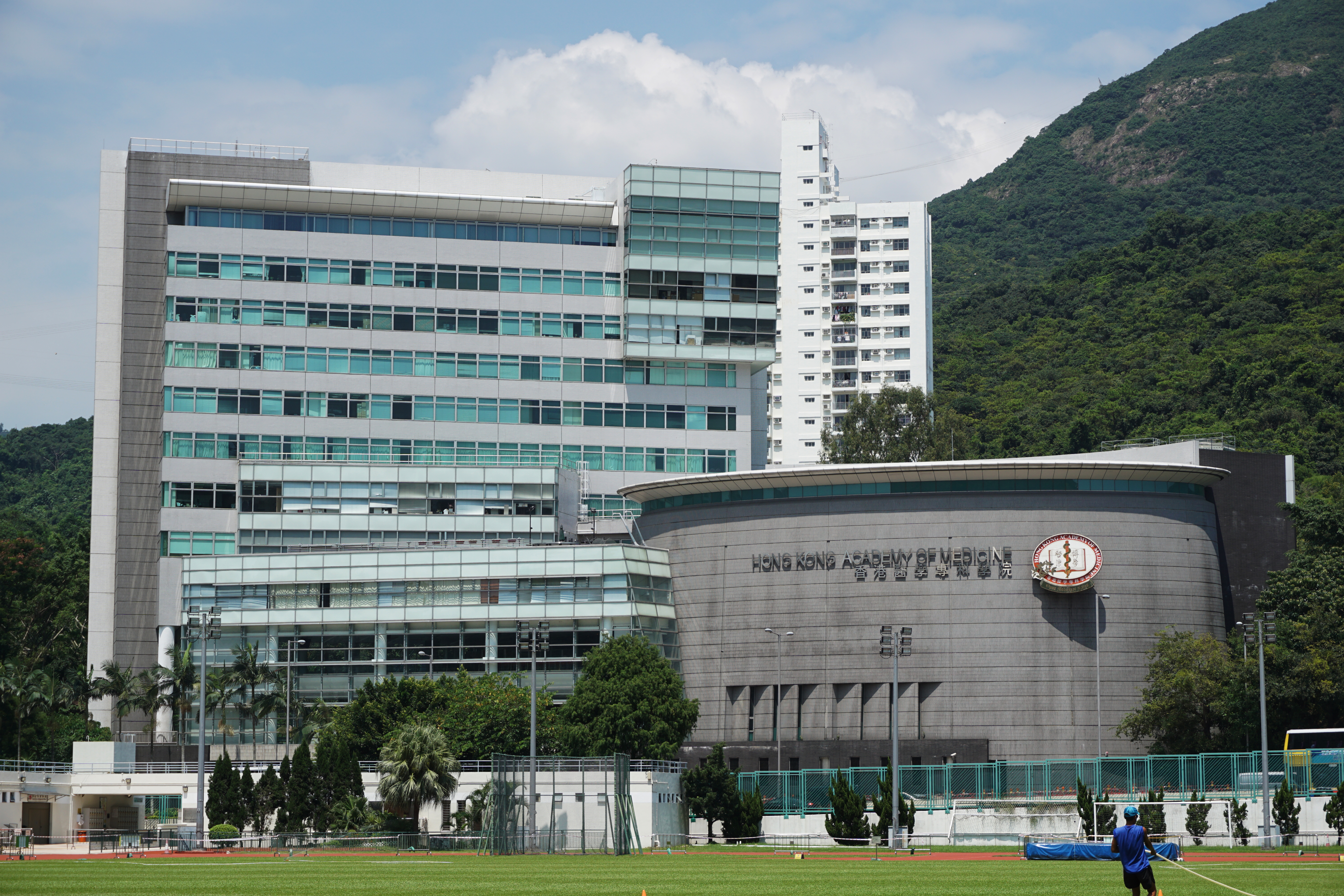
香港醫學專科學院
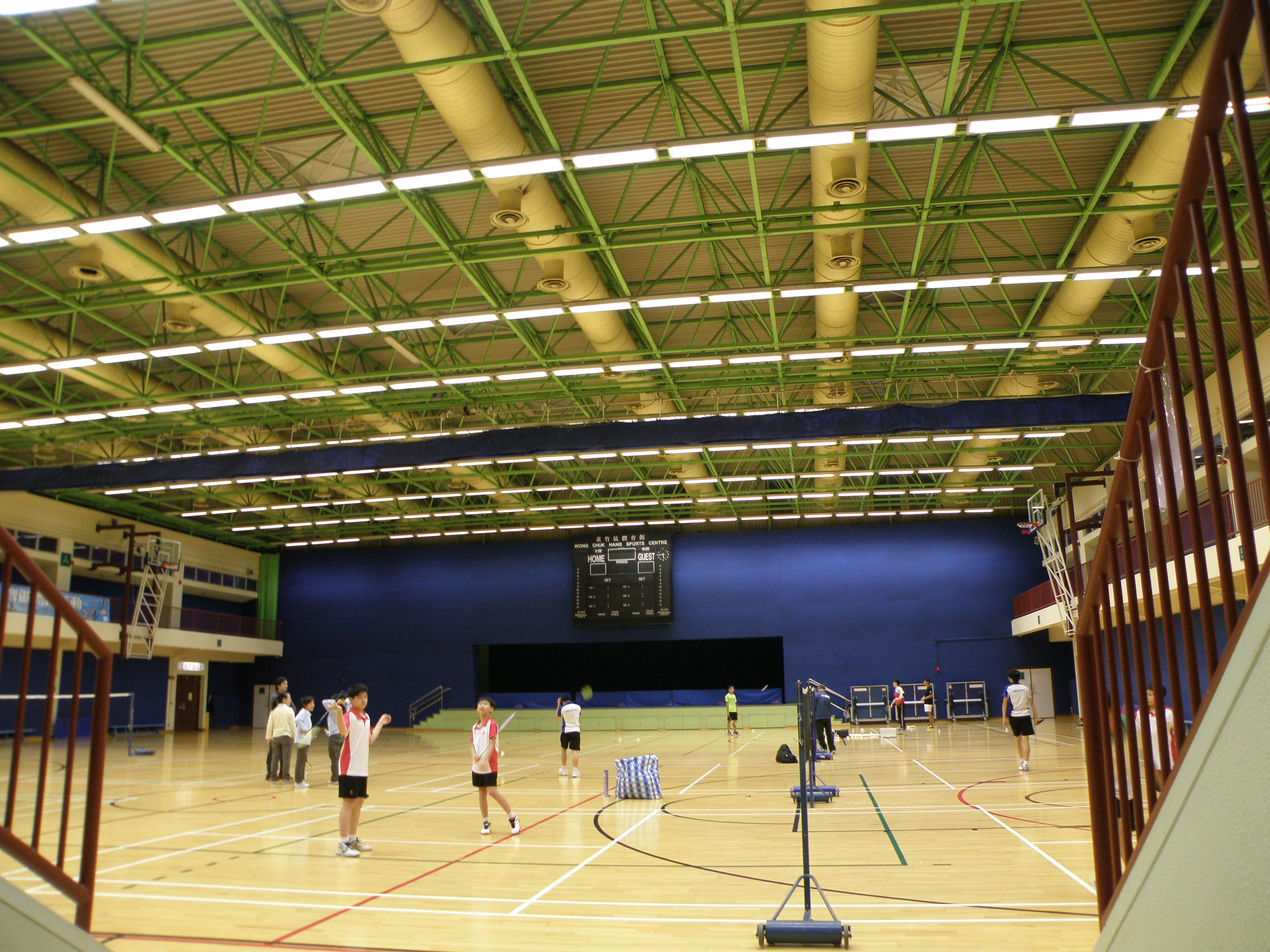
黃竹坑體育館主場館
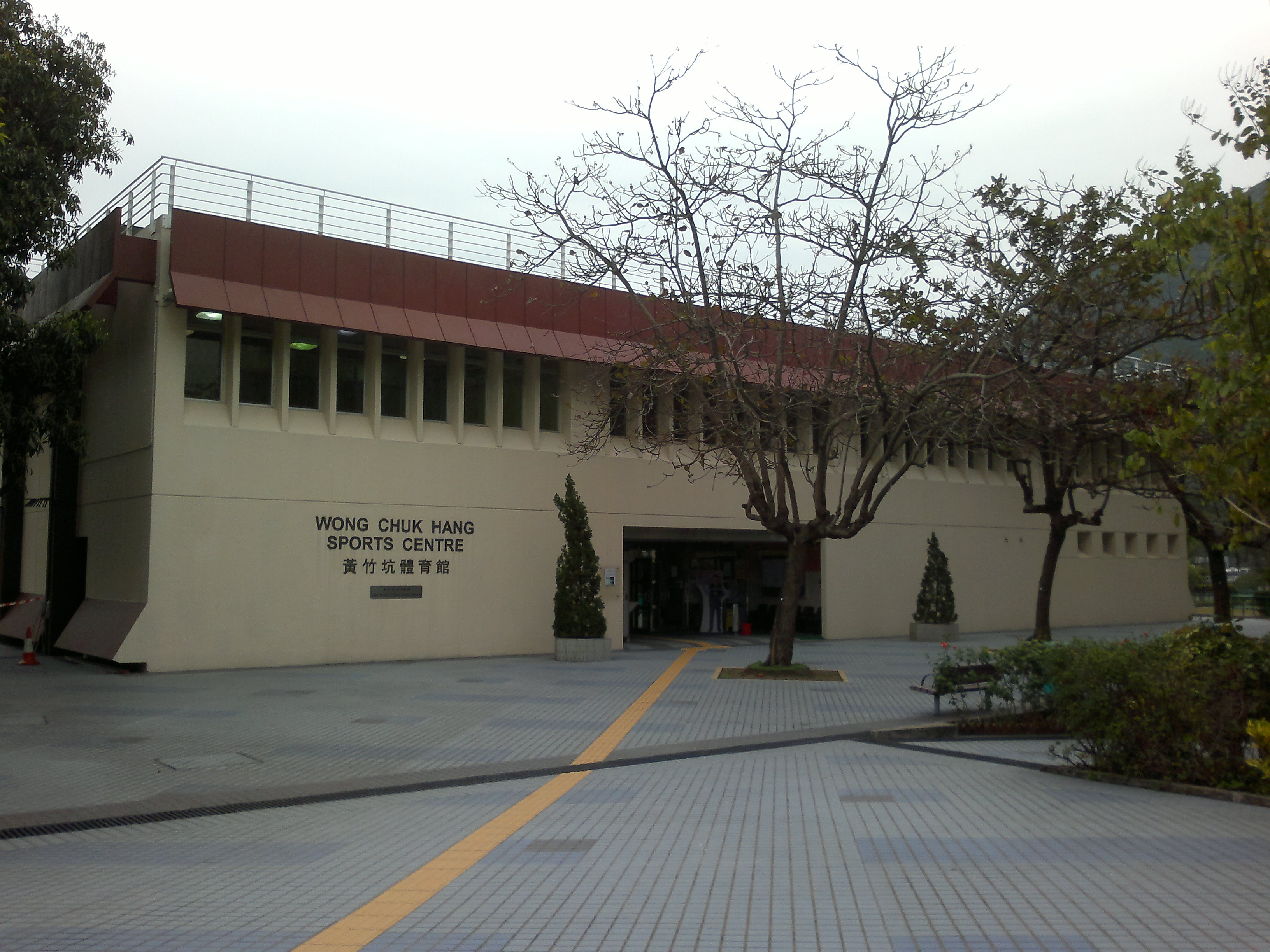
黃竹坑體育館外貌

## 交匯道路
- 壽山村道
- 香島道
- 一號幹線
- 南風道
- 海洋公園道
- 塘邊徑
- 業勤街
- 南朗山道
- 業勤街
- 香葉道
- 鴨脷洲橋道
- 香港仔海傍道

## 資料來源
1. ↑  . 香港工商日報. 1964-07-25.
2. ↑  . 香港工商日報. 1966-08-20.
3. ↑  . 香港01. 2023-08-07  [2023-08-07]. （原始内容存档于2023-08-13）.
4. ↑  . Now 新聞. 2023-08-07  [2023-08-13]. （原始内容存档于2023-08-13） （中文（香港））.
5. ↑  . 星島頭條. 2023-08-07  [2023-08-13]. （原始内容存档于2023-09-09） （中文（香港））.
6. ↑  . news.rthk.hk.   [2023-08-13]. （原始内容存档于2023-08-13） （中文（臺灣））.
7. ↑  . Sing Tao Daily 星島日報加拿大. 2023-08-07  [2023-08-13]. （原始内容存档于2023-09-09） （中文（臺灣））.
8. ↑  . 康文署.   [2017-03-18]. （原始内容存档于2019-10-15）.（繁體中文）

## 外部鏈結
- 黃竹坑道地圖 （页面存档备份，存于）

| 论 编 | 香港1號幹線 |  |
| |             |  |
| 黃竹坑道 – 香港仔隧道 – 黃泥涌峽天橋 – 堅拿道天橋 – 海底隧道 – 康莊道 – 公主道 – 窩打老道 – 獅子山隧道公路（包括獅子山隧道及第二獅子山隧道） – 沙田路 – 大埔公路－沙田段 |             |  |
| |             |  |